# Samael (hudební skupina)
Samael je švýcarská symphonic black/industrial metalová kapela založená roku 1987 v Sionu ve Švýcarsku.
Do aktuální sestavy kapely patří zakládající členové a bratři Vorphalack (Vorph) a Xytraguptor (Xy), kytarista Drop a basista Zorrac. V minulosti v kapele působili: Rodolph H. (Klávesy, 1993–1995), Kaos (Kytara 1996–2001), Mas (Basa 1991–2014), a Makro (Kytara 2002–2018).
Je známá pro svou snahu začlenit do svých písní prvky metalové, industriální, elektronické a symfonické hudby společně s masivními bubny, bojovými rytmy, rychlým tempem nebo blast beat. Jednou z klíčových skutečností, která odlišuje Samael od tradičních metalových kapel, je použití bicího automatu, a to jak ve studiu, tak při živých vystoupeních.

## Členové

### Současní členové
- Michael „Vorph“ Locher – vokály, kytara (1987–současnost)
- Alexandre „Xytras“ Locher – bubny, bicí, klávesnice, samply (1988–současnost)
- Thomas „Drop“ Betrisey – kytara (2018–současnost), basa (2015–2018)
- Ales Campanelli – basa (2020–současnost)

### Bývalí členové
- Pat Charvet — bubny (1987–1988)
- Rodolphe H. — klávesy, samply (1993–1996)
- Kaos — kytara (1996–2002)
- Christophe „Mas“ Mermod – basa (1991–2015)
- Marco „Makro“ Rivao – kytara (2002–2018)
- Pierre „Zorrac“ Carroz – basa (2018–2020)

## Diskografie

### Alba
| Worship Him           | - Vydáno: 1. dubna 1991 - Vydalo: Osmose Productions - Formáty: CD, LP, CS, digitální                  | —  | —   | —  |                |  |  |  |  |  |  |  |  |  |
| Blood Ritual          | - Vydáno: 1. prosince 1992 - Vydalo: Century Media Records - Formáty: CD, LP, CS, digitální            | —  | —   | —  |                |  |  |  |  |  |  |  |  |  |
| Ceremony of Opposites | - Vydáno: 18. února 1994 - Vydalo: Century Media Records - Formáty: CD, LP, CS, digitální              | —  | —   | —  | - USA: 13,581+ |  |  |  |  |  |  |  |  |  |
| Passage               | - Vydáno: 19. září 1996 - Vydalo: Century Media Records - Formáty: CD, LP, CS, digitální               | —  | —   | 84 | - USA: 11,788+ |  |  |  |  |  |  |  |  |  |
| Eternal               | - Vydáno: 19. července 1999 - Vydalo: Century Media Records - Formáty: CD, LP, CS, digitální           | —  | —   | 59 |                |  |  |  |  |  |  |  |  |  |
| Reign of Light        | - Vydáno: 11. října 2004 - Vydalo: Galactical, Regain Records - Formáty: CD, CD+DVD, CS, LP, digitální | 66 | 153 | —  |                |  |  |  |  |  |  |  |  |  |
| Solar Soul            | - Vydáno: 1. června 2007 - Vydalo: Galactical, Nuclear Blast - Formáty: CD, LP, digitální              | 41 | 158 | —  |                |  |  |  |  |  |  |  |  |  |
| Above                 | - Vydáno: 6. března 2009 - Vydalo: Galactical, Nuclear Blast - Formáty: CD, LP, digitální              | 37 | 145 | 99 |                |  |  |  |  |  |  |  |  |  |
| Lux Mundi             | - Vydáno: 29. dubna 2011 - Vydalo: Galactical, Nuclear Blast - Formáty: CD, LP, digitální              | 46 | —   | —  |                |  |  |  |  |  |  |  |  |  |
| Hegemony              | - Vydáno: 13. října 2017 - Vydalo: Napalm Records - Formáty: CD, LP, digitální                         | 22 | —   | 76 |                |  |  |  |  |  |  |  |  |  |
|                       | |    |     |    |                |  |  |  |  |  |  |  |  |  |

## Galerie

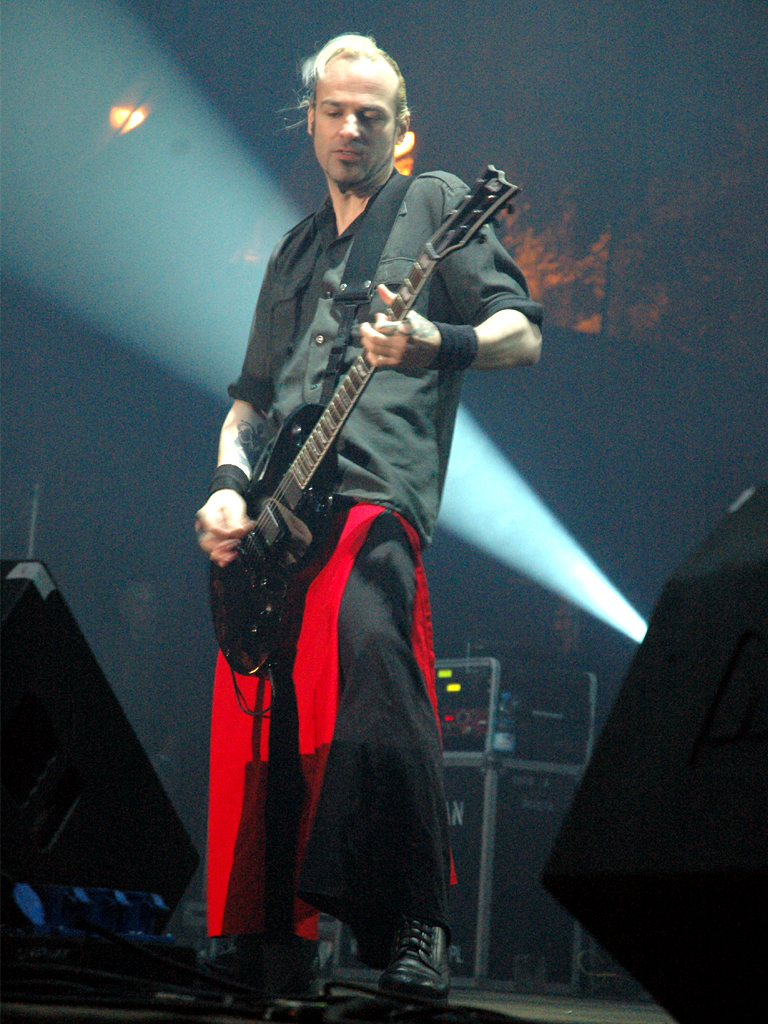
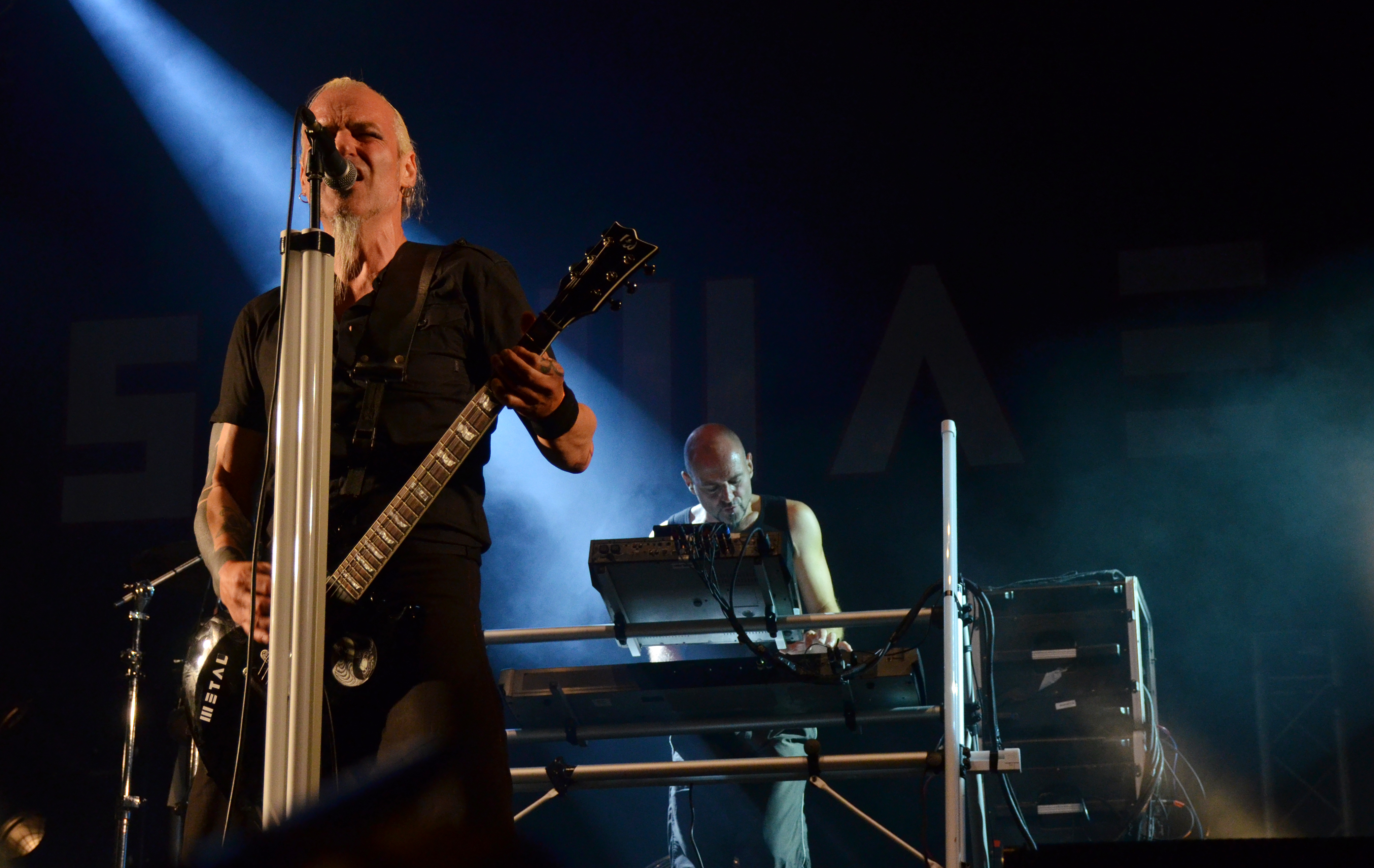
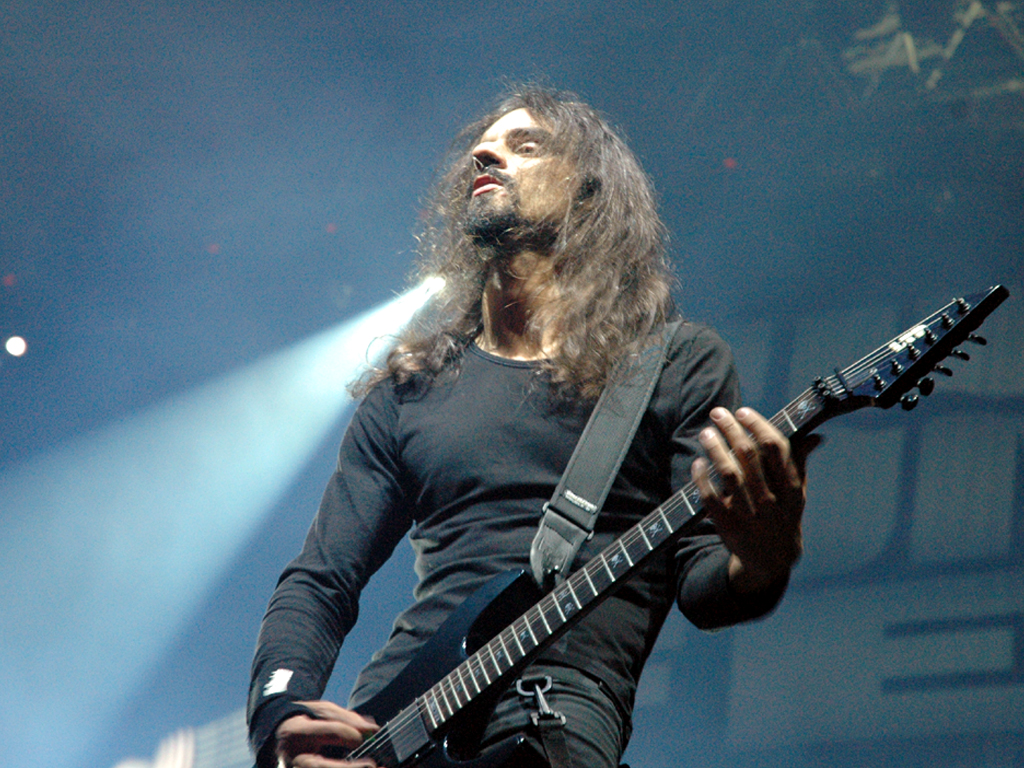
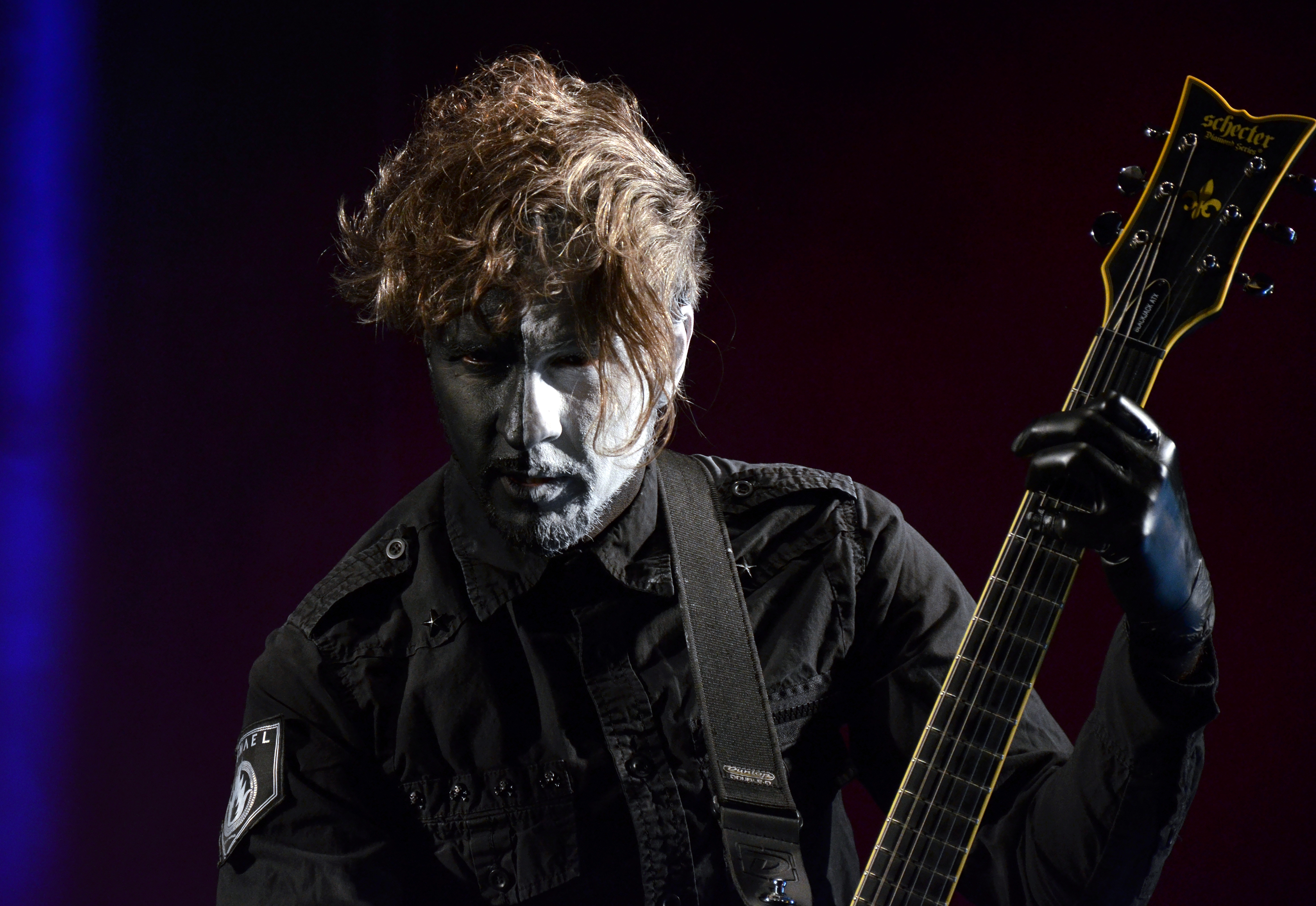
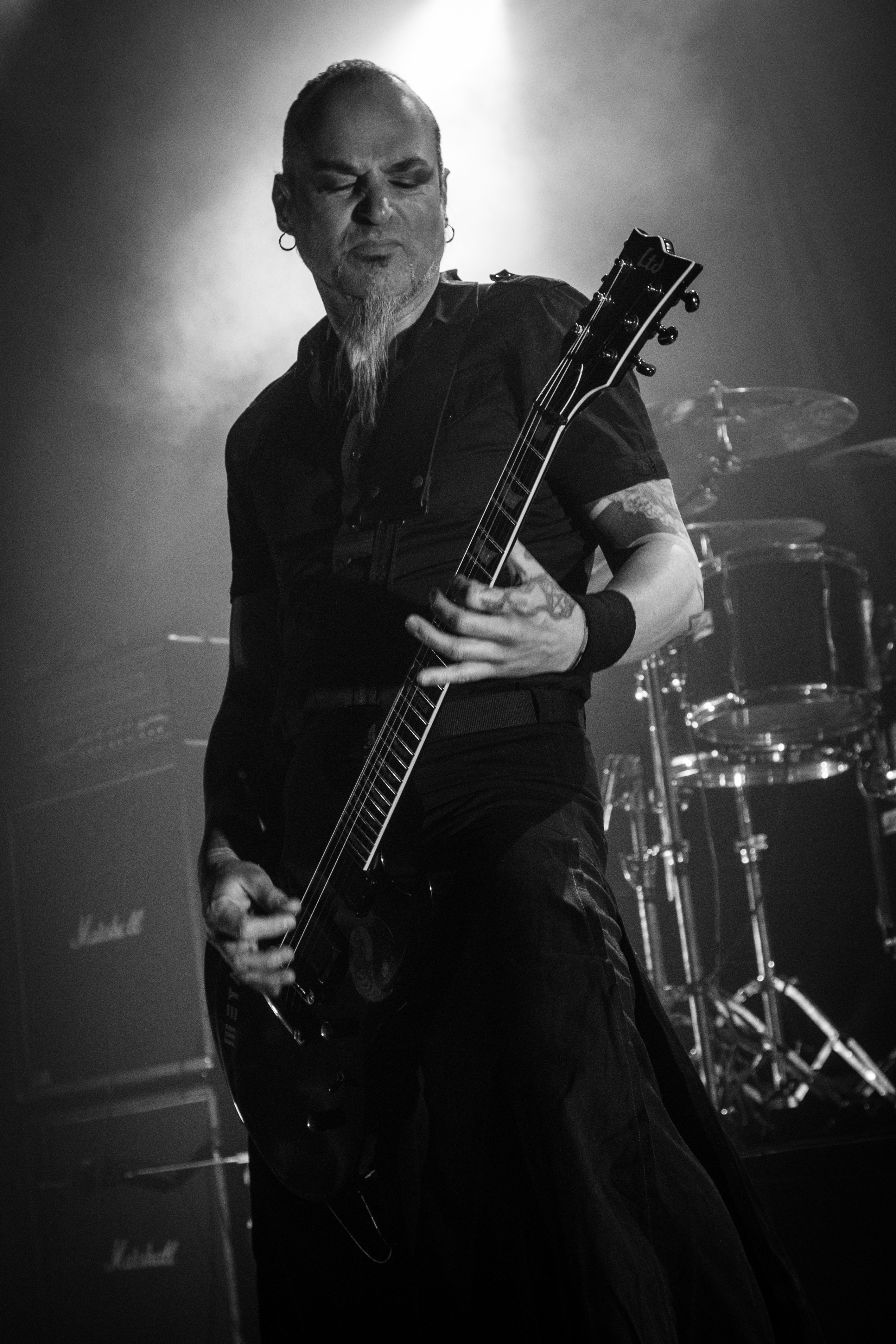
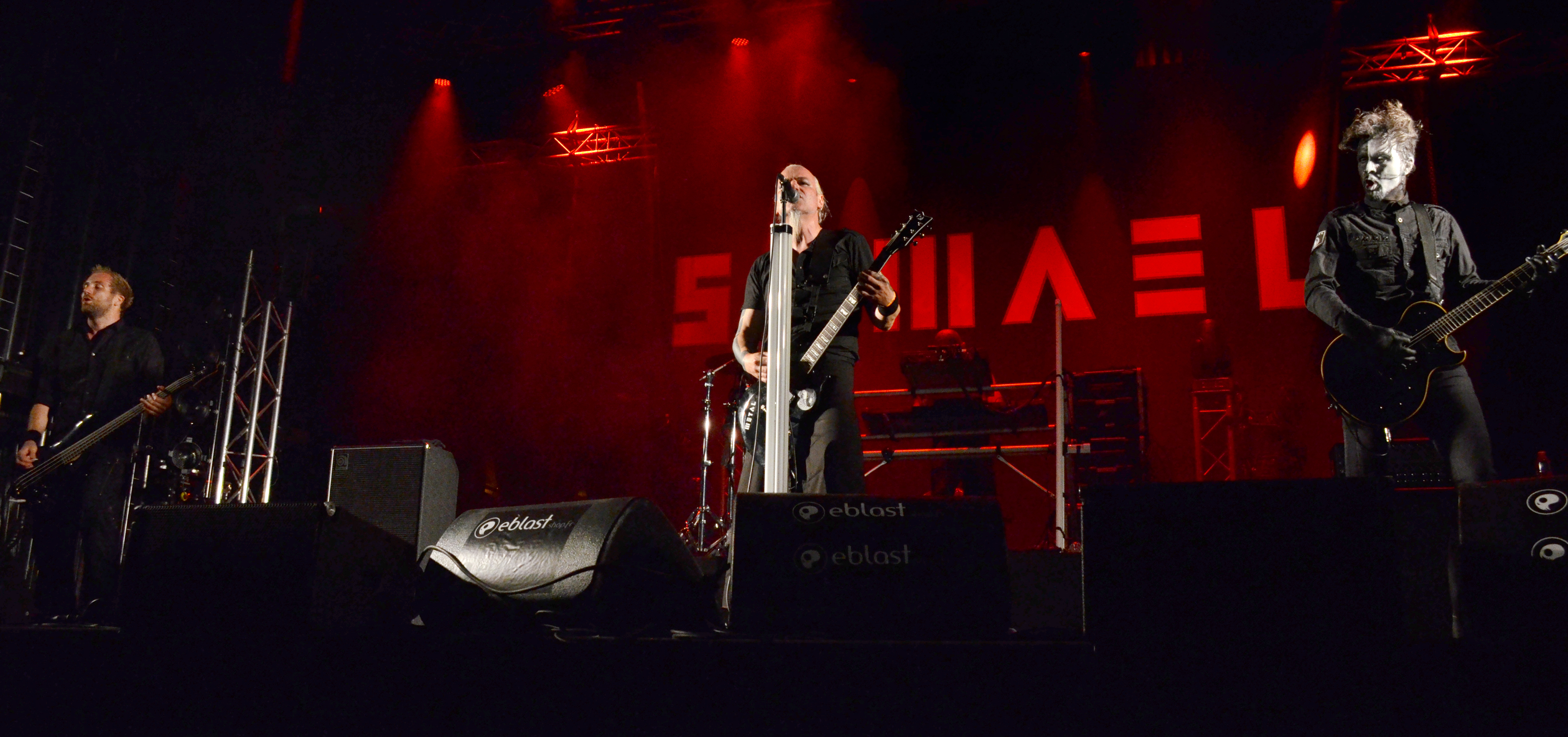
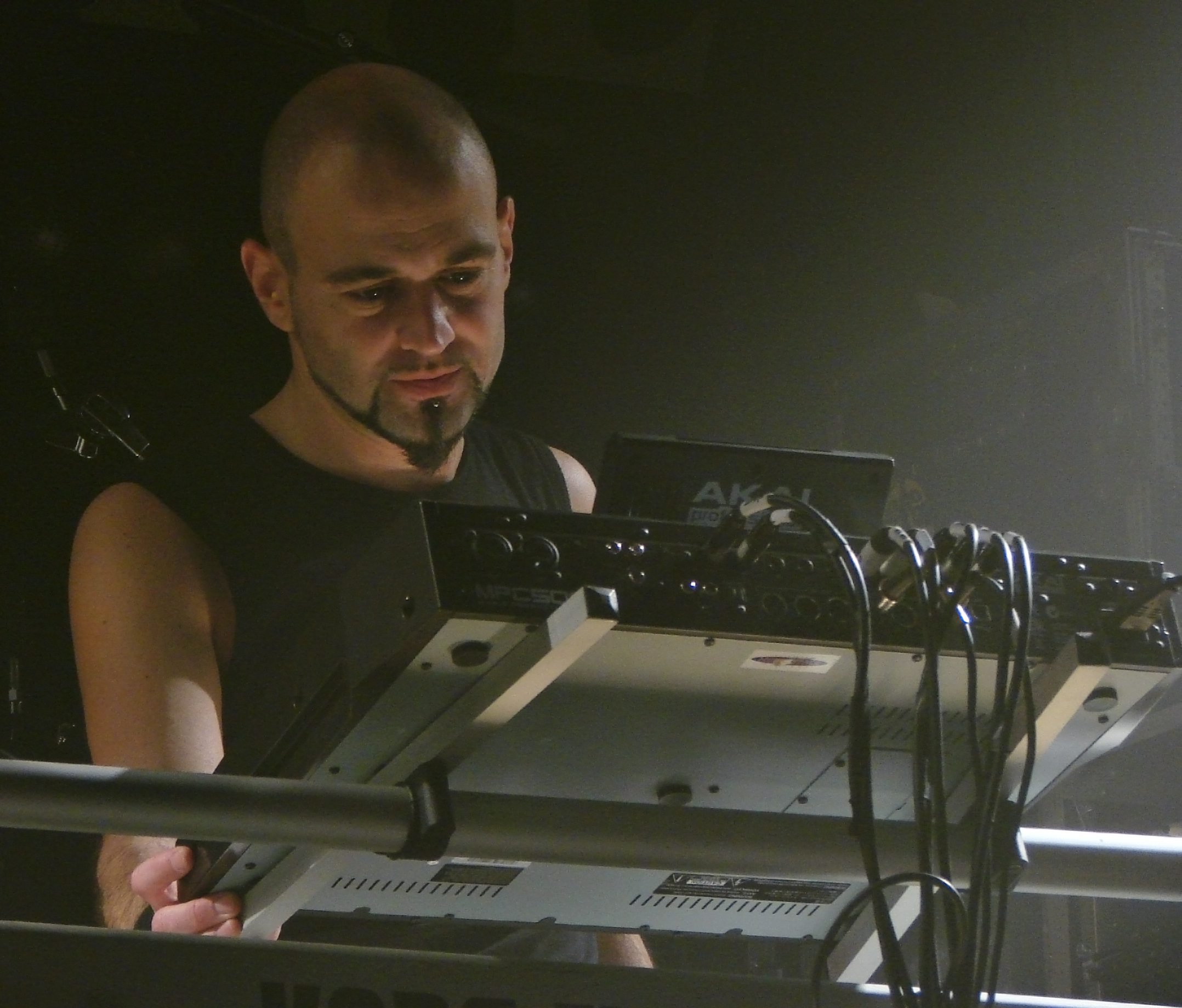

### Kompilační alba
| Název                  | Detaily alba                                                                     |
| ---------------------- | -------------------------------------------------------------------------------- |
| Recordings '88 - '89   | - Vydáno: 1989 - Vydalo: Self-released - Formáty: CS                             |
| 1987-1992              | - Vydáno: 28. listopadu 1994 - Vydalo: Century Media Records - Formáty: CD       |
| Since the Creation...  | - Vydáno: 8. prosince 2003 - Vydalo: Century Media Records - Formáty: LP (BOX)   |
| Aeonics - An Anthology | - Vydáno: 26. února 2007 - Vydalo: Century Media Records - Formáty: CD           |
| Medieval Prophecy      | - Vydáno: 28. října 2008 - Vydalo: Necrosound Records - Formáty: CD              |
| A Decade in Hell       | - Vydáno: 22. listopadu 2010 - Vydalo: Century Media Records - Formáty: CD (BOX) |

### EPs
| Název     | Detaily                                                                               |
| --------- | ------------------------------------------------------------------------------------- |
| Rebellion | - Vydáno: 23. května 1995 - Vydalo: Century Media Records - Formáty: CD               |
| Exodus    | - Vydáno: 2. června 1998 - Vydalo: Century Media Records - Formáty: CD                |
| Telepath  | - Vydáno: 27. září 2004 - Vydalo: Galactical - Formáty: CD                            |
| On Earth  | - Vydáno: 13. června 2005 - Vydalo: Galactical - Formáty: CD                          |
| Antigod   | - Vydáno: 19. listopadu 2010 - Vydalo: Nuclear Blast - Formáty: CD, digitální stažení |

### DVD
| Název      | Detaily                                                                  |
| ---------- | ------------------------------------------------------------------------ |
| Black Trip | - Vydáno: 17. června 2003 - Vydalo: Century Media Records - Formáty: DVD |

### Další
| Název              | Detaily                                                                           |
| ------------------ | --------------------------------------------------------------------------------- |
| Xytras Passage     | - Vydáno: - - Vydalo: Parallel Union Records - Formáty: CD                        |
| Era One            | - Vydáno: 27. ledna 2006 - Vydalo: Century Media Records - Formáty: CD, digitální |
| SMedieval Prophecy | - Vydáno: Prosinec 1988 - Vydalo: Necrosound - Formáty: EP                        |
| Sedunum            | - Vydáno: Červenec, 2014 - Vydalo: Galactical/Kronos - Formáty: CD                |

### Hudební videoklipy
| Rok  | Název               | Režie                       | Album                 |
| ---- | ------------------- | --------------------------- | --------------------- |
| 1994 | "Baphomet's Throne" | Tamara Jordan               | Ceremony Of Opposites |
| 1996 | "Jupiterian Vibe"   | Andreas Marshall            | Passage               |
| 1996 | "Rain"              | Ronald Matthes              | Passage               |
| 1999 | "Infra Galaxia"     | Rodrigue Pellaud and Samael | Eternal               |
| 2004 | "Telepath"          | —                           | Reign Of Light        |
| 2007 | "Slavocracy"        | —                           | Solar Soul            |
| 2009 | "Black Hole"        | Sergeï Ulyanov              | Above                 |
| 2011 | "Luxferre"          | Patric Ullaeus              | Lux Mundi             |
| 2017 | "Black Supremacy"   | Marki Ghosteaser and MK     | Hegemony              |